# Ridge (Hertfordshire)
Ridge es una parroquia civil y un pueblo del distrito de Hertsmere, en el condado de Hertfordshire (Inglaterra).

## Geografía
Según la Oficina Nacional de Estadística británica, Ridge tiene una superficie de 10,35 km².

## Demografía
Según el censo de 2001, Ridge tenía 218 habitantes (52,29% varones, 47,71% mujeres) y una densidad de población de 21,06 hab/km². El 12,39% eran menores de 16 años, el 80,73% tenían entre 16 y 74, y el 6,88% eran mayores de 74. La media de edad era de 44,34 años. Del total de habitantes con 16 o más años, el 32,46% estaban solteros, el 56,02% casados, y el 11,52% divorciados o viudos.
El 93,15% de los habitantes eran originarios del Reino Unido. El resto de países europeos englobaban al 2,74% de la población, mientras que el 4,11% había nacido en cualquier otro lugar. Según su grupo étnico, el 95,85% eran blancos, el 1,38% mestizos, y el 1,38% de cualquier otro salvo asiáticos, negros y chinos. El cristianismo era profesado por el 68,95%, el judaísmo por el 4,57%, y cualquier otra religión, salvo el budismo, el hinduismo, el islam y el sijismo, por el 1,37%. El 12,79% no eran religiosos y el 12,33% no marcaron ninguna opción en el censo.
Había 94 hogares con residentes y 7 vacíos.